# Edouard-James Thayer
Edouard-James Thayer (Parijs, 19 mei 1802 - Fontenay-lès-Briis, 11 september 1859) was een Frans hoog ambtenaar en politicus van Amerikaanse afkomst ten tijde van het Tweede Franse Keizerrijk.
Hij was de jongere broer van Amédée Thayler, die net als Edouard-James senator was.

## Biografie
Thayer volgde op 21 december 1848 Étienne Arago op als directeur-generaal van de Franse posterijen. Deze functie zou hij vervullen tot 27 december 1853. Als directeur-generaal sloot hij in 1849 een postverdrag af tussen Frankrijk en België.
In 1852 was hij kortstondig staatsraad in de Raad van State. Op 19 september 1853 werd Thayer door keizer Napoleon III benoemd tot senator. Hij zou in de Senaat blijven zetelen tot zijn overlijden op 11 september 1859.
Op 23 augustus 1848 werd hij onderscheiden als officier in het Legioen van Eer.
- Bibliothèque nationale de France: cb143386620 (data)
- Virtual International Authority File: 260874978